# 高田夏帆
高田 夏帆（たかだ かほ、1996年<平成8年>5月31日 - ）は、日本の女優、タレント。東京都出身。プロダクション尾木所属。身長160cm。血液型はA型。

## 人物・略歴
小学生の時はスイミングスクールに通い、中学では陸上部に所属して走幅跳を中心に活動。両親、弟、妹とも「運動神経はいい」家族の中で育つ。
高校2年の時にダンス部の友人と制服で原宿を歩いていたところ、『さんまのからくりTV』の街頭インタビューを受けてスタジオにも呼ばれ、それを見た事務所のマネージャーにスカウトされた。
2014年、第31回全日本忍者選手権大会優勝。2016年、横浜マラソン5時間台完走。
2019年3月24日、マツダスタジアムで行われた広島東洋カープ対福岡ソフトバンクホークス戦の始球式に登板。小園海斗の赤いビジターユニフォームを着て、カープやニューヨーク・ヤンキースなどで活躍した黒田博樹のグラブを借り、見事なノーバン投球を披露。バッターは牧原大成、捕手は石原慶幸、審判はスラィリー。また、同日、主演のRCCテレビ60年特別企画リリーフドラマ『恋より好きじゃ、ダメですか?』（2019年4月3日から9月21日まで放送）の劇中歌「大航海2020 〜恋より好きじゃ、ダメですか？ver.〜」で歌手デビューすることが発表された。
2019年7月10日リリースのMaxiシングル「大航海2020 〜恋より好きじゃ、ダメですか?ver.〜」でCDデビュー。同年10月2日、主演したテレビドラマ『恋より好きじゃ、ダメですか?』（中国放送）が、日本最大級のアワード「2019 59th ACC TOKYO CREATIVITY AWARDS」のメディアクリエイティブ部門で総務大臣賞／ACCグランプリを受賞。同年、『第61回 日本レコード大賞』企画賞を「大航海2020 〜恋より好きじゃ、ダメですか？ver.〜」で受賞。
2019年頃より、日本テレビ系で放送されているバラエティ番組突破ファイルの再現VTRに出演するようになり、その演技力の高さが注目を浴び、知名度が上がる。
2022年、上半期のNHK連続テレビ小説『ちむどんどん』で主人公の親友・前田早苗役で2度目の朝ドラ出演。
同年、阿部真央作詞作曲「風の唄」を5月25日にリリースした。高田がMCを務める『音ボケPOPS』で2月にファンである阿部と対面したことでこの企画が進んだ。
2022年11月30日、『THE突破ファイル』（日本テレビ）で税関職員を演じた縁から、斉藤慎二（ジャングルポケット）とともに税関の認知度向上に貢献したとして東京税関から2人に感謝状が贈られた。
2025年、東京マラソンに出場し完走。

## 出演作品

### テレビドラマ
- セーラーゾンビ 第1話（2014年4月19日、テレビ東京） - 佐々木 役
- GTO（2014年7月8日 - 9月16日、関西テレビ・フジテレビ） - 平野楓 役
- ちゃんぽん食べたか 第1話 - 第4話（2015年5月30日 - 6月20日、NHK総合）
- 表参道高校合唱部!（2015年7月17日 - 9月25日、TBS） - 渡辺玲奈 役
- 連続テレビ小説（NHK総合）
  - とと姉ちゃん（2016年4月11日・12日・23日）
  - ちむどんどん（2022年4月22日 - 5月16日・6月28日・8月12日・9月28日 - 30日） - 前田（真栄平）早苗 役[20][25][26][27][28]
- 人形佐七捕物帳 第10話（2017年2月14日、BSジャパン） - 綾乃 役
- 仮面ライダービルド（2017年9月3日 - 2018年8月26日、テレビ朝日） - ヒロイン・石動美空 役[29][1]
- 恋より好きじゃ、ダメですか?（2019年4月3日 - 9月21日、中国放送） - 主演・日向あかり 役[30]
- スナイパー時村正義の働き方改革（2020年3月13日 - 2020年3月27日、CBCテレビ） - 主演・早川カオリ 役
- 科捜研の女 Season20 第1話（2020年10月22日、テレビ朝日） - 野田由香 役[31]
- 凛子さんはシてみたい（2021年10月20日〈19日深夜〉 - 12月8日〈7日深夜〉、毎日放送・TBS） - 主演・雨樹凛子 役（戸塚祥太（A.B.C-Z）とのW主演）[32]
- 龍青神ブルーヴ 第12話（2022年3月26日、サンテレビ） - キャスター 役（友情出演）[33][34]
- マクラコトバ 第1話「付き合いたい2人」（2023年3月20日、CBC） - ヒロイン・百合 役
- 女王の法医学〜屍活師〜3（2023年7月3日、テレビ東京） - 内藤沙也加 役[35]
- 刑事7人 SEASON9 第5話「告白」（2023年7月5日、テレビ朝日） - 平山亜美 役
- 大奥 Season2（2023年10月3日 - 、NHK総合） ｰ 徳川家治 役[36]
- 東京貧困女子。-貧困なんて他人事だと思ってた-（2023年11月17日 - 12月22日、WOWOW）[37]

### 映画
- ガールズ・ステップ（2015年9月12日、東映） - 女子生徒 役
- チア☆ダン〜女子高生がチアダンスで全米制覇しちゃったホントの話〜（2017年3月11日、東宝） - 女性レポーター 役
- 仮面ライダーシリーズ（東映） - 石動美空 役
  - 仮面ライダー平成ジェネレーションズ FINAL ビルド&エグゼイドwithレジェンドライダー（2017年12月9日）
  - 劇場版 仮面ライダービルド Be The One（2018年8月4日）[38]
  - 平成仮面ライダー20作記念 仮面ライダー平成ジェネレーションズ FOREVER（2018年12月22日）[39]
- 右へいってしまった人（2023年12月1日、REGENTS） - ヒロイン・水帆 役[40]
- 邪魚隊 / ジャッコタイ（2024年5月31日、東映ビデオ） - ヒロイン・音御前 役[41]

### 舞台
- 裸足で散歩 - ヒロイン・コリー・ブラッター 役
  - 裸足で散歩（2022年9月13日、プレビュー公演：有楽町よみうりホール / 9月17日 - 29日、東京公演：自由劇場 / 10月1日・2日、兵庫公演：兵庫県立芸術文化センター 阪急中ホール / 10月5日、大阪公演：枚方市総合文化芸術センター 関西医大大ホール / 10月8日・9日、神奈川公演：KATT 神奈川県立県民ホール / 10月11日、東京多摩公演：パルテノン多摩 大ホール）[42]
  - 裸足で散歩2024（2024年9月27日 - 29日、大阪公演：サンケイホールブリーゼ / 10月1日、茨城公演：水戸市民会館 グロービスホール / 10月3日、神奈川公演：湘南台文化センター市民シアター / 10月5日、静岡公演：富士市文化会館ロゼシアター / 東京プレビュー（曳舟）公演：曳舟文化センター / 10月13日、東京プレビュー（西東京）公演：タクトホームこもれびGRAFAREホール / 10月16日、北海道幕別公演：幕別町百年記念ホール 大ホール / 10月18日、北海道士別公演：あさひサンライズホール / 10月20日、北海道中標津公演：中標津町総合文化会館 しるべっとホール / 10月22日・23日、北海道札幌公演：札幌市教育文化会館 / 10月25日、北海道大空公演：大空町教育文化会館教育ホール / 10月31日、宮崎公演：都城市総合文化ホール 中ホール / 11月2日、大分公演：中津文化会館 大ホール / 11月5日、宮城公演：えずこホール（仙南芸術文化センター）大ホール / 11月8日 - 19日、東京公演：銀座博品館劇場 / 11月21日、愛知公演：ウインクあいち 大ホール / 11月23日、香川公演：サンポートホール高松 大ホール）[43]
- 「チェリまほ The Musical」〜30歳まで童貞だと魔法使いになれるらしい〜（2025年4月11日 - 20日、東京公演：TOKYO DOME CITY HALL / 愛知公演：4月25日 - 27日、アイプラザ豊橋） - 藤崎希 役[44]

### オリジナルビデオ
- てれびくん超バトルDVD 仮面ライダービルド 誕生！クマテレビ!! VS仮面ライダーグリス（2018年1月） - 石動美空 役
- てれびくん超バトルDVD 仮面ライダープライムローグ（2018年10月） - 石動美空 役
- ビルド NEW WORLD - 石動美空 役
  - 仮面ライダークローズ（2019年4月）[45]
  - 仮面ライダーグリス（2019年11月）[46]

### Webドラマ
- 仮面ライダービルド 〜ハザードレベルを上げる 7つのベストマッチ〜（2018年2月5日 - 3月12日、東映特撮YouTube Official） - 石動美空 役
- 仮面ライダーアウトサイダーズep.6 ラブ&ピースと次元の救世主（2024年9月29日、東映特撮ファンクラブ） - 石動美空 役[47]
- サラリーマン山崎シゲル（2025年7月1日 - 、FOD SHORT）[48]

### テレビ番組
- Rの法則（2013年 - 2017年、NHK） - 第4期R'sメンバー
  - ランコレ×ドラマ 第4回（2013年） - かほ 役
  - あいつに言わせたい（2014年）
  - 2分間謎解きミステリー（2015年）
  - 謎解きミステリー 思い出の遊園地で消えた友（2016年）
- 王様のブランチ（2015年 - 2022年3月26日、TBS） - リポーター
- THE突破ファイル（日本テレビ）
  - （2019年8月15日） - 美幸 役
  - （2020年2月6日） - 間宮 役
  - （2020年3月5日） - 赤木 役
  - （2020年10月29日） - 今井夏帆 役
  - （2020年12月17日 - ） - 高田係員 役
- 第30回JNN企画大賞 命をつなぐ動物園、もう一つの誓い（2020年1月18日、中国放送・JNN28局ネット） - レポーター[49]
- ごはんジャパン（2020年4月18日・7月24日・10月3日・11月28日・2021年6月5日・2022年2月5日、テレビ朝日）
- 音ボケPOPS（2020年10月3日 - 、TOKYO MX） - MC[50]
- 東京GOOD！（2022年、テレビ東京） - ナビゲーター

### CM
- パナソニック リフォーム（2014年）
- マクドナルド 三角チョコパイ 黒・クッキー&クリーム「食べくらべちゃう?」篇（2019年）
- 広島銀行 カードローン（2020年）
- ゼリア新薬 ウィズワン「食物繊維の便秘薬」編（2022年）[51]

### ラジオ番組
- 高田夏帆&チュニキャンの keep on chuning → 高田夏帆の台本なしラジオ（2018年11月 - 、渋谷クロスFM）

#### カレンダー
- 2019年版カレンダー（2018年11月10日、撮影：武田航平）[52][53]

### イベント
- 第31回全日本忍者選手権大会（2014年）[注 5]

## ディスコグラフィ

### シングル
| 発売日        | タイトル                                       | 規格   | 品番                      | レーベル           |
| ------------- | ---------------------------------------------- | ------ | ------------------------- | ------------------ |
| 2019年7月10日 | 大航海2020 〜恋より好きじゃ、ダメですか?ver.〜 | CD+DVD | 初回生産限定盤 BVCL-975-6 | アリオラジャパン   |
| 2019年7月10日 | 大航海2020 〜恋より好きじゃ、ダメですか?ver.〜 | CD     | 通常盤 BVCL-977           | アリオラジャパン   |
| 2022年5月25日 | 風の唄                                         | CD     | 初回生産限定盤 BVCL-1226  | アリオラジャパン   |
| 2022年5月25日 | 風の唄                                         | CD     | 通常盤 BVCL-1227          | アリオラジャパン   |
| 2025年5月7日  | どんなときも。                                 | 配信   |                           | ソニーミュージック |

### タイアップ
| 曲名                                           | タイアップ                                                               |
| ---------------------------------------------- | ------------------------------------------------------------------------ |
| 大航海2020 〜恋より好きじゃ、ダメですか?ver.〜 | RCCテレビ60年特別企画リリーフドラマ『恋より好きじゃ、ダメですか?』劇中歌 |